# Sendas marcadas
Sendas marcadas és una pel·lícula espanyola dirigida per Joan Bosch i Palau, començada a rodar en 1957 a Barcelona i estrenada en 1959. Es tracta d'una pel·lícula multigenèrica en el qual una història policíaca serveix d'enllaç entre diferents episodis en els quals es barregen «la comèdia, el gènere fantàstic, el melodrama i fins i tot el cinema religiós».

## Repartiment
| Actor                 | Personatge      |
| --------------------- | --------------- |
| Adriano Rimoldi       | inspector Ojeda |
| Antonio Puga          | Andrés          |
| Paco Martínez Soria   | taxista         |
| Ana María Améndola    | Tesa            |
| Ángel Jordán          | Javier          |
| Francisco Piquer      | Mendoza         |
| Montserrat Julió      | policía         |
| Luis Induni           | padre de Jorge  |
| Carlos de Ronda       | Bernardo        |
| Carlos Otero          | César           |
| Santiago Medrano      | Pablo           |
| Miguel Palenzuela     |                 |
| María Dolores Gispert |                 |

## Argumento
Un perillós delinqüent és detingut després d'una accidentada persecució per la muntanya. Com està fosquejant, l'inspector, un gendarme i el malfactor han d'aixoplugar-se en un refugi de muntanya, on es troben amb altres persones en la mateixa circumstància.
Allí, per a passar l'estona amenament, els presents expliquen diverses històries que tracten sobre la influència de la destinació en la vida de les persones. Aquests episodis són:
- la fugida d'un director d'hotel després de cometre un desfalc;
- la trobada en un refugi de muntanya entre un esquiador i una misteriosa dona,
- l'horripilant història d'un taxista i la seva passatgera d'ultratomba,
- la història d'un criminal i l'inspector que el deté, i
- el robatori en una església d'una figura sacra.

## Producció, realització i estrena
Inicialment la pel·lícula es deia Historias del destino, però el títol no va ser del grat de la censura i es va optar per canviar-lo per Sendas marcadas.
La producció era a càrrec d'Alexandre Martí i Gelabert (1918-2015), qui havia creat en 1957 la productora Urania Films. La realització de la pel·lícula depenia econòmicament del venciment d'unes lletres de canvi, havent d'ajustar el seu rodatge al cobrament d'aquestes. Es va començar a rodar en 1957, i «es va necessitar tot un any per a acabar el film».
La pel·lícula va ser rodada als estudios IFI i els exteriors es realitzaren, entre altres llocs, a Prades, Matadepera, Guardiola de Berga, Montserrat i al massís de Pedraforca, ben a prop del cim.
La pel·lícula es va estrenar al cinema Fantasio de Barcelona el 4 de maig de 1959.